# Mafinga Hills
Les Mafinga Hills ou montagnes de Mafinga sont un plateau couvert de collines situé à la frontière entre la Zambie et le Malawi, en Afrique australe.
Le point culminant de la Zambie, non nommé, se situe dans ces collines, à 2 301 mètres d'altitude, formant une barrière entre les provinces septentrionale et orientale, surtout pendant la saison des pluies.
La rivière Luangwa, la plus grande de l'est de la Zambie, prend sa source dans les Mafinga hills.

## Géologie
Les Mafinga Hills sont composées de quartzite, phyllite, feldspath et de grès, d'origine sédimentaire.